# Chondriolejeunea
Chondriolejeunea är ett släkte av bladmossor. Chondriolejeunea ingår i familjen Lejeuneaceae.
Kladogram enligt Catalogue of Life:
| Chondriolejeunea | \| \| Chondriolejeunea chinii \| \| \| \| \| \| Chondriolejeunea pseudostipulata \| \| \| \| \| \| Chondriolejeunea shimizui \| \| \| \| |
|                  | \| \| Chondriolejeunea chinii \| \| \| \| \| \| Chondriolejeunea pseudostipulata \| \| \| \| \| \| Chondriolejeunea shimizui \| \| \| \| |
|                  | Chondriolejeunea chinii |
|                  | |
|                  | Chondriolejeunea pseudostipulata |
|                  | |
|                  | Chondriolejeunea shimizui |
|                  | |